# Nishandji Tadji-zade Dja'fer Çelebi
Nişancı Tâcı-Zâde Câ'fer Çelebi o Nīshāndji Tādji-Zādah Djā'far Chālabī (1459 – 1515), también conocido como Câ’fer Çelebi o Jā’far Chālabī fue un estadista y poeta diván de origen otomano.

## Vida
Nació en Amasya en 1459 (864 según el calendario otomano). Su padre Tād̲j̲ī Beg se desempeñó como asesor del príncipe Bāyezīd, que se convertiría en el sultán Bayezid I más tarde. Después de subir en la carrera teológica a müderris, el sultán Bayezid II lo nombró Nishandji y Cadilesker en 1497 o 1498.
Su trayectoria fue interrumpida por la lucha de poder entre Şehzade Ahmet y su hermano Selim, quien se convertiría más tarde sultán Selim I. Sospechado de haber favorecido a Şehzade Ahmet en su lucha por la sucesión, fue acusado de desobediencia militar junto a otros de los partidarios de Ahmet y ejecutado en 1515, justo después del regreso de su hermano y rival de Ahmad de la campaña en Irán.

## Obras
- Hevesname
- Mahruse-i İstanbul Fetihnamesi
- Münşeat
- Diván (Una colección de poemas turcos y persas)